# Sejm koronacyjny 1669
Sejm koronacyjny 1669 – I Rzeczypospolitej został zwołany na 19 czerwca 1669 roku do Krakowa.
Sejmiki przedsejmowe w województwach odbyły się 20–22 sierpnia 1669 roku, a generalny mazowiecki 10 września 1669 roku. 
Marszałkiem sejmu sejmu obrano Stanisława Krzyckiego podkomorzego kaliskiego. 
29 września 1669 roku na Wawelu odbyła się koronacja na króla Michał Korybuta Wiśniowieckiego.
Obrady sejmu trwały od 1 października do 12 listopada 1669 roku. Sejm został zerwany przez Jana Aleksandra Olizara, posła wołyńskiego.